# Cardère sauvage
Dipsacus fullonum
Ne doit pas être confondu avec Cardaria ou Carduus.
Pour les articles homonymes, voir Cardère.
Espèce
Classification APG III (2009)
La Cardère sauvage (Dipsacus fullonum ou Dipsacus sylvestris) est une espèce de plantes herbacées de la famille des Dipsacaceae selon la classification classique de Cronquist (1981) ou des Caprifoliaceae selon la classification phylogénétique APG III (2009). Elle est aussi appelée Cabaret des oiseaux ou Bonnetier sauvage. Cette espèce, autrefois parfois utilisée pour le cardage de la laine, est à distinguer de la Cardère à foulon ou Chardon à Bonnetier (Dipsacus sativus) espèce à inflorescence plus longue et piquants plus courts domestiquée et utilisée pour lainer la laine,,.
La cardère voit son nom attribué au 17e jour du mois de fructidor du calendrier républicain, généralement chaque 3 septembre du calendrier grégorien.

## Description
C'est une plante bisannuelle, de 70 cm à 1,5 m de haut. Les feuilles opposées par paires le long de la tige sont soudées par leur base deux à deux et forment une cuvette dans laquelle l'eau de pluie peut s'accumuler (phytotelme), d'où le nom vernaculaire de « cabaret des oiseaux ».
Les fleurs, de couleur rose lilas, sont groupées en capitules ovales de 5 à 9 cm de long. Ces capitules sont entourés d'un involucre formé de longues bractées munies d'aiguillons piquants. De petites bractées piquantes sont insérées entre les fleurs.

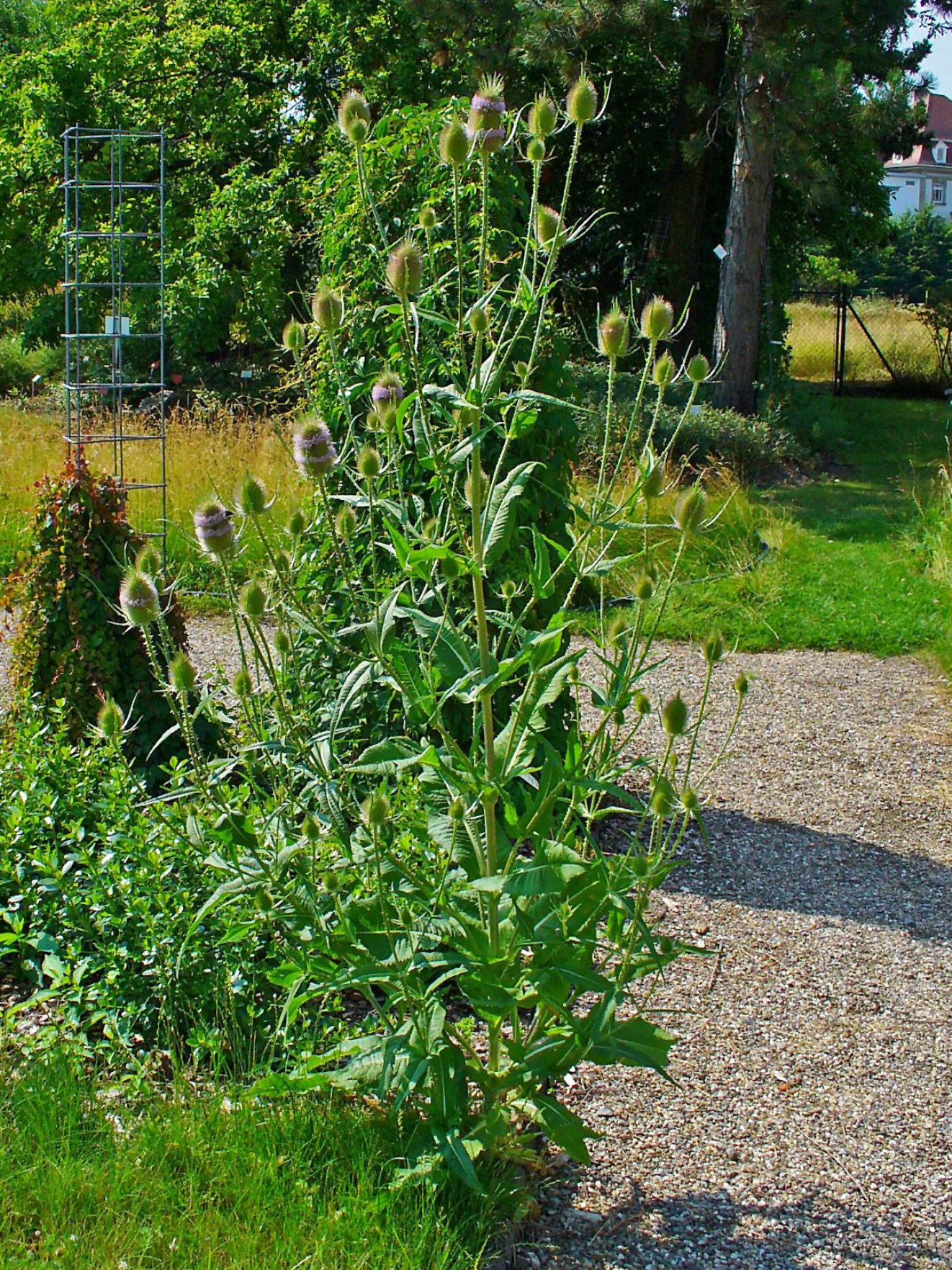
Aspect général.
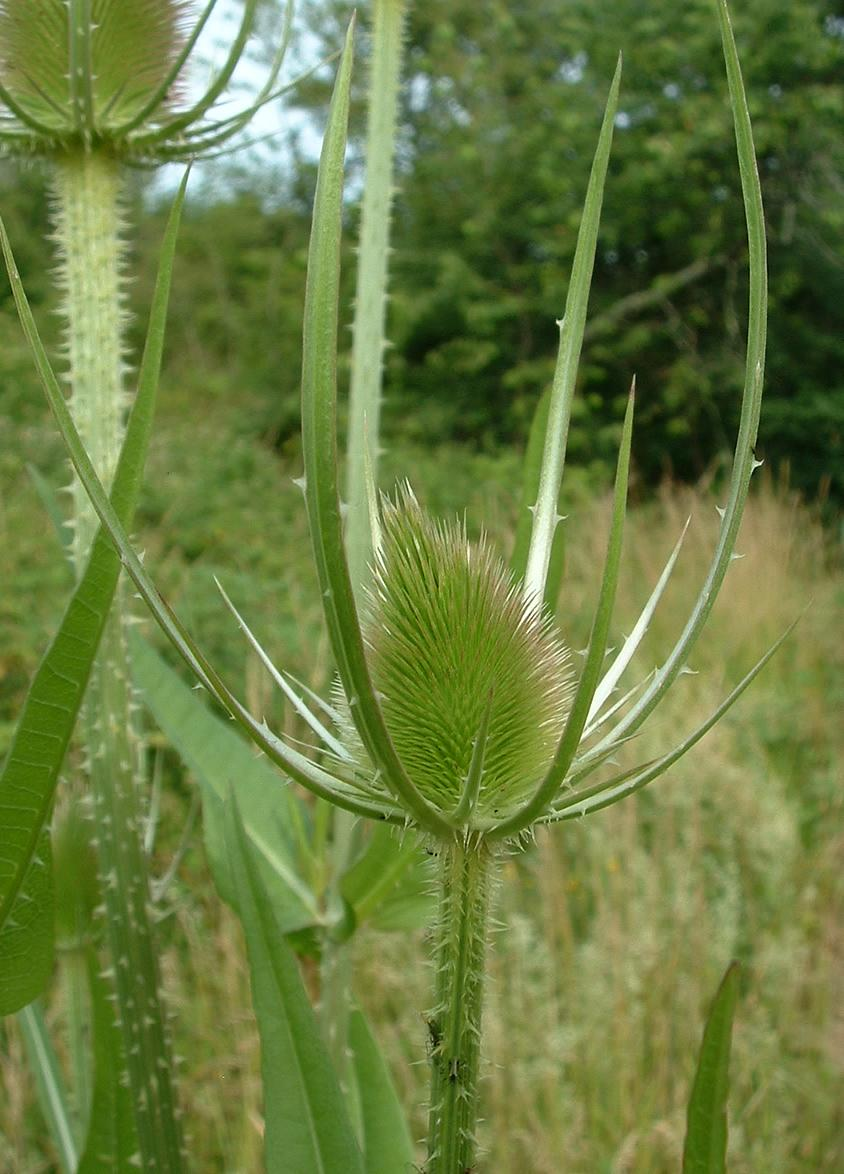
Inflorescence immature.
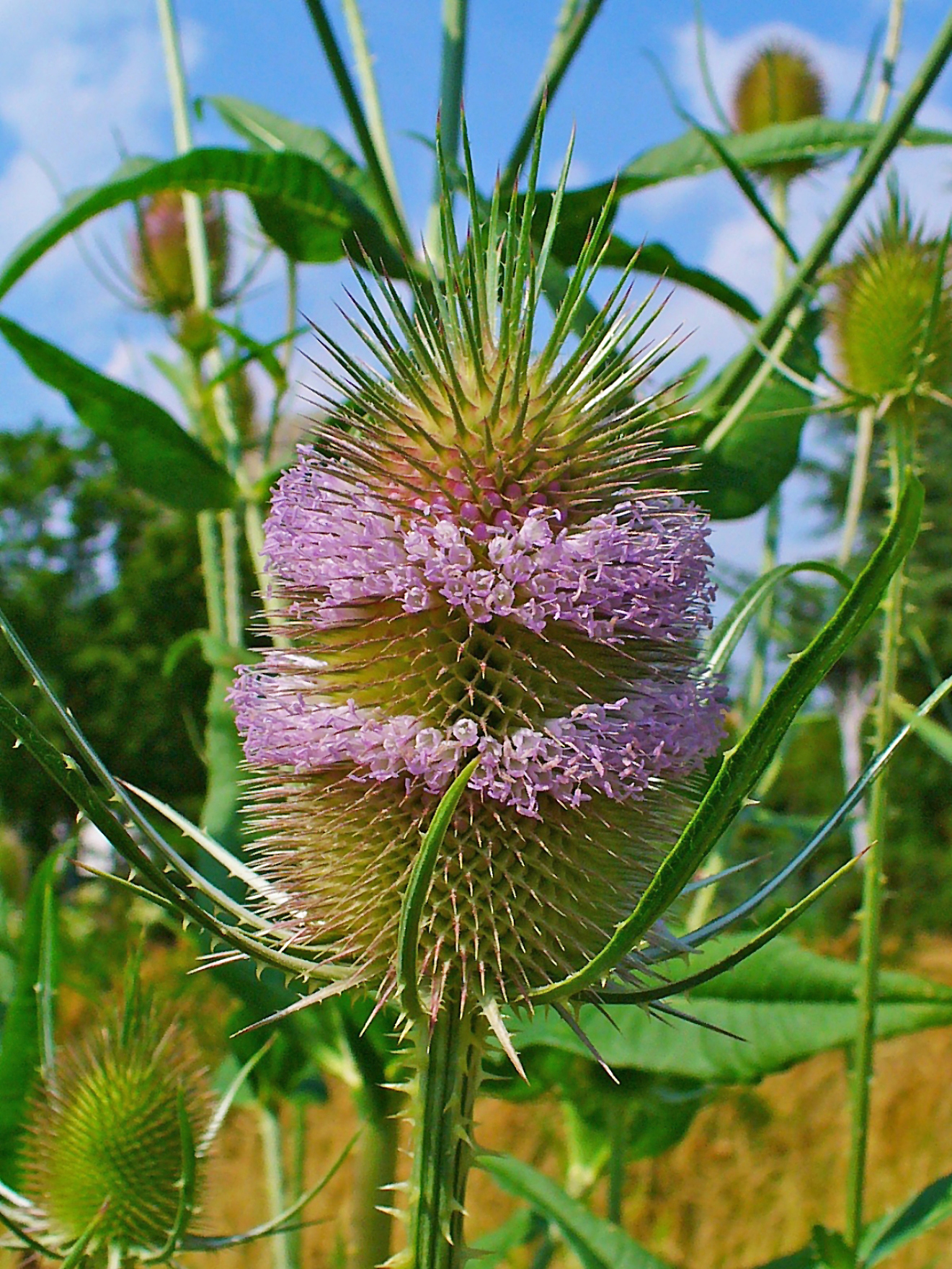
Plante en pleine floraison.
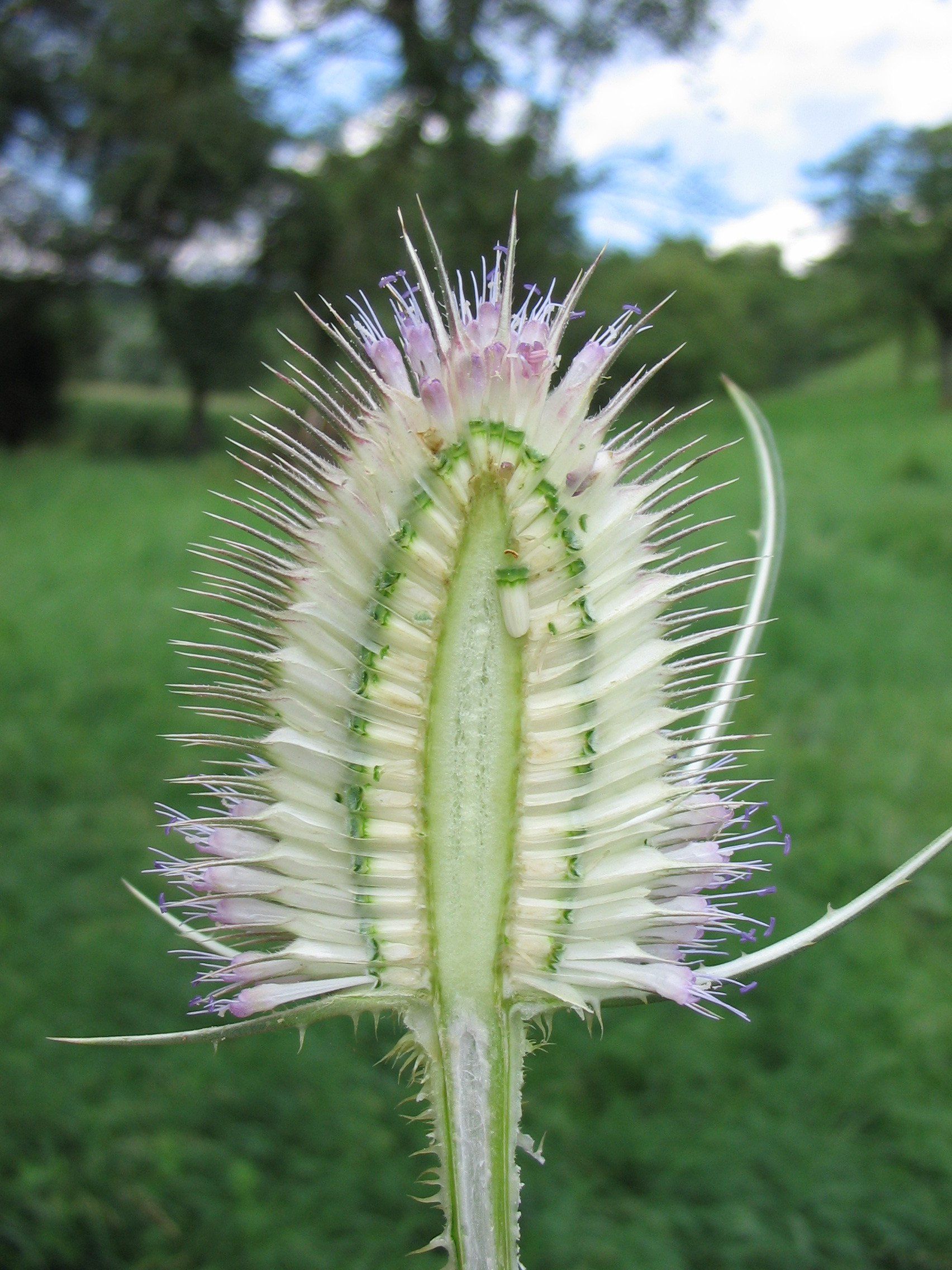
Coupe de l'inflorescence.
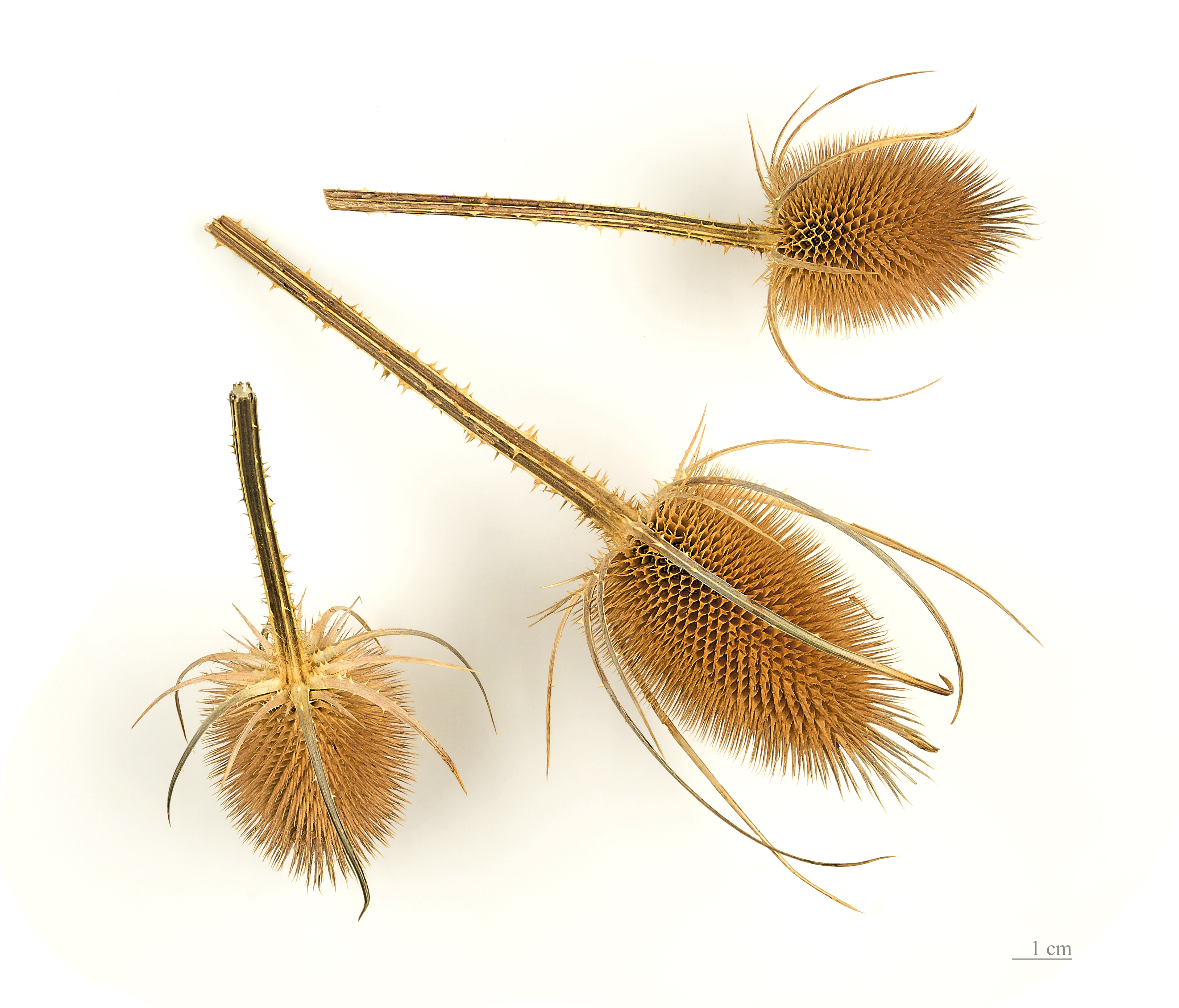
Inflorescence à maturité.

## Distribution et habitat
L'aire de répartition de Dipsacus fullonum se situe dans l'Ancien Monde. Elle inclut l'Afrique du Nord (Maghreb), le Proche-Orient et l'Europe, depuis les îles Britanniques, le Benelux, l'Allemagne et la Pologne jusqu'au bassin méditerranéen.
L'espèce s'est naturalisée dans toutes les régions tempérées, notamment en Amérique du Nord (États-Unis, Canada), en Amérique du Sud (Argentine, Bolivie, Équateur, Uruguay) et en Australasie (Australie et Nouvelle-Zélande).
Son habitat-type est constitué par les mégaphorbiaies planitiaires-collinéennes, eutrophiles, médioeuropéennes.
En Suisse on la trouve dans l'ourlet hygrophile de plaine Convolvulion, dans le plateau, le Tessin et le sud des Grisons.

## Caractéristiques
Organes reproducteurs
- Type d'inflorescence : cyme capituliforme
- Répartition des sexes : hermaphrodite
- Type de pollinisation : entomogame, autogame
- Période de floraison : juillet à septembre

Graine
- Type de fruit : akène
- Mode de dissémination : anémochore

Données d'après : Julve, Ph., 1998 ff. - Baseflor. Index botanique, écologique et chorologique de la flore de France. Version : 23 avril 2004. 

## Utilisation
La racine, qui renferme de l'inuline comme substance de réserve, est apéritive.[réf. souhaitée]
Certaines variétés sont cultivées comme plantes ornementales.
La plante est utilisée pour lainer la laine, c’est-à-dire gratter l’étoffe tissée pour en améliorer l’aspect et les qualités.

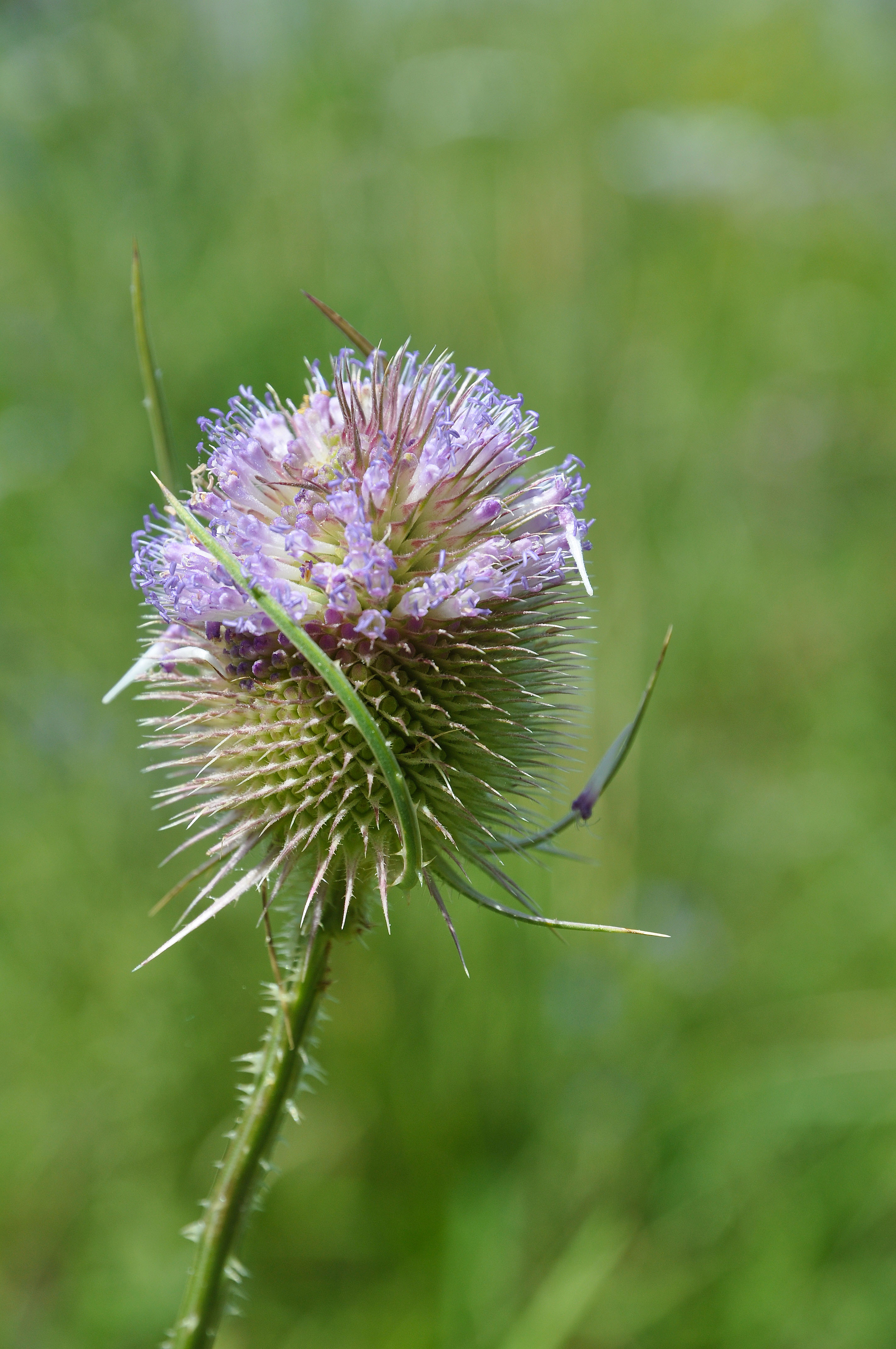
Cardère sauvage (Dipsacus fullonum).

## Taxonomie
Selon les différentes sources taxonomiques que l'on consulte, le nom scientifique retenu de cette espèce peut être Dipsacus fullonum L., ou Dipsacus sylvestris Huds.
Synonymie :
- Dipsacus fullonum subsp. sylvestris (Huds.) P.Fourn.

## Parasitisme
- La chenille d'Heliothis viriplaca (Noctuelle de la Cardère) se développe dans l'axe d'un capitule de cardère, de juillet à juin[13].